# Tanaelva
Die Tanaelv (norwegisch Tana oder Tanaelva (-a = weiblicher bestimmter Artikel)) bzw. Tenojoki (finnisch; kurz: Teno, nordsamisch: Deatnu (wörtlich „großer Fluss“)) ist der norwegisch-finnische Grenzfluss.
Sie entsteht am Zusammenfluss von Kárášjohka und Anárjohka nahe Karigasniemi. Die Länge des Flusssystems inklusive des Quellflusses Kárášjohka wird mit 369 km angegeben. Auf einer Strecke von 283 km markiert das Flusssystem der Tana die Staatsgrenze zwischen den Gemeinden Karasjok und Tana auf norwegischer und Utsjoki auf finnischer Seite. Sie mündet am Tanafjord in das Eismeer. Das ist die nördlichste Flussmündung Europas.
Am Quellfluss Anárjohka befindet sich der Anárjohka-Nationalpark. Das Mündungsgebiet der Tana ist als eines der größten Flussdeltas Europas ein wichtiger Lebensraum für Feuchtgebietsvögel und steht unter Naturschutz. Der Flusslauf ist der größte unregulierte Wasserlauf Norwegens und wurde 1980 vor der Nutzung zur Energiegewinnung geschützt.
Die Tana ist einer der weltweit besten Fischgründe für Lachse. Ein 36 kg schweres Exemplar, das 1929 in der Tana gefangen wurde, ist bis heute der größte jemals gefangene Atlantische Lachs.

## Brücken
Die Tana wird von zwei Brücken überspannt.
Die Samelandsbrua verbindet das Gemeindezentrum des finnischen Utsjoki mit dem Ort Roavvegieddi in der Gemeinde Tana.
Rund 70 km flussabwärts steht die 2020 eröffnete „neue“ Tana bru (deutsch „Tana-Brücke“) (Gesamtlänge: 260 m, maximale Spannweite: 234 m) bei der gleichnamigen Ortschaft Tana bru. Sie ersetzt eine ältere Hängebrücke von 1948 mit einer Spannweite von 195 m.

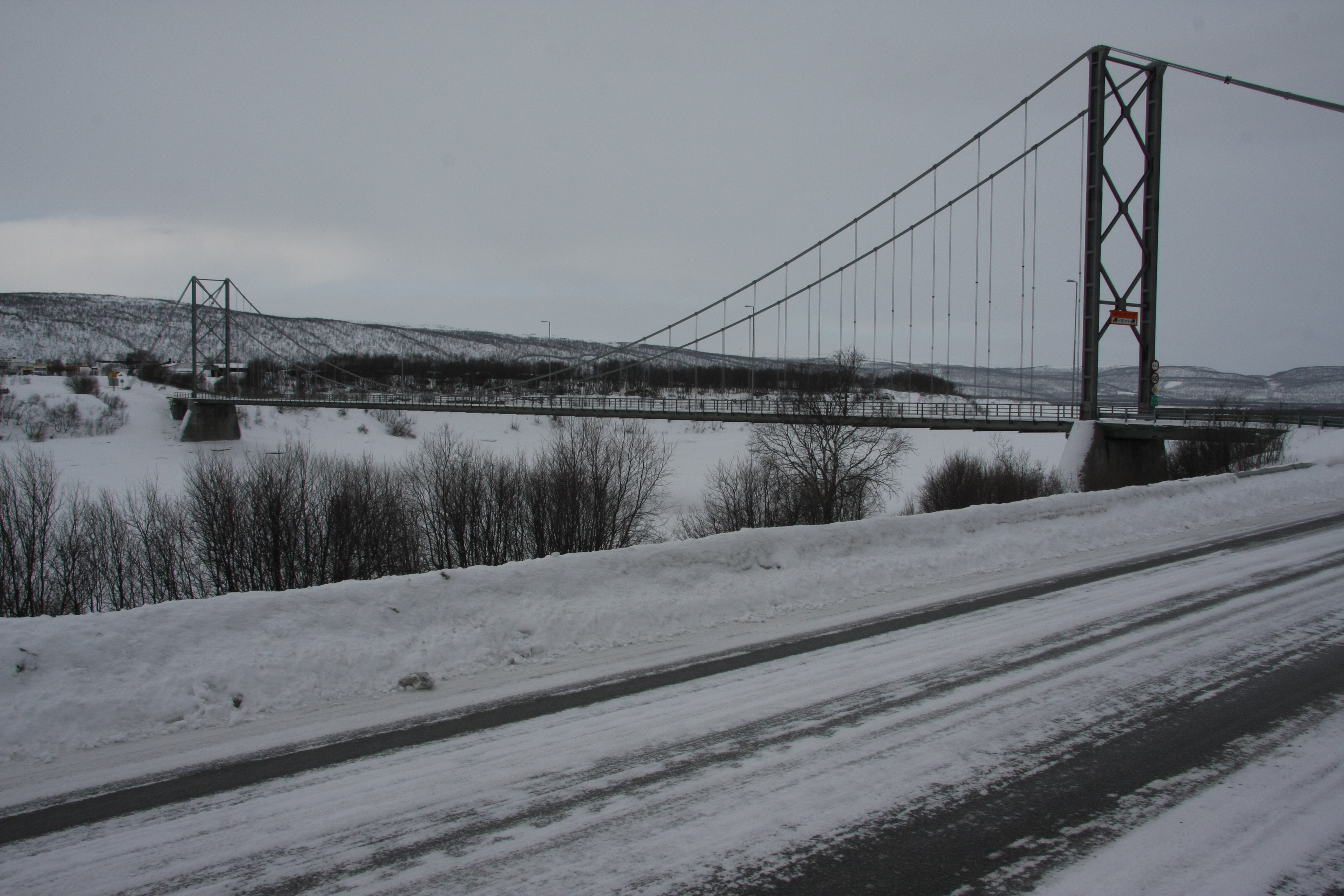
Tana Bru
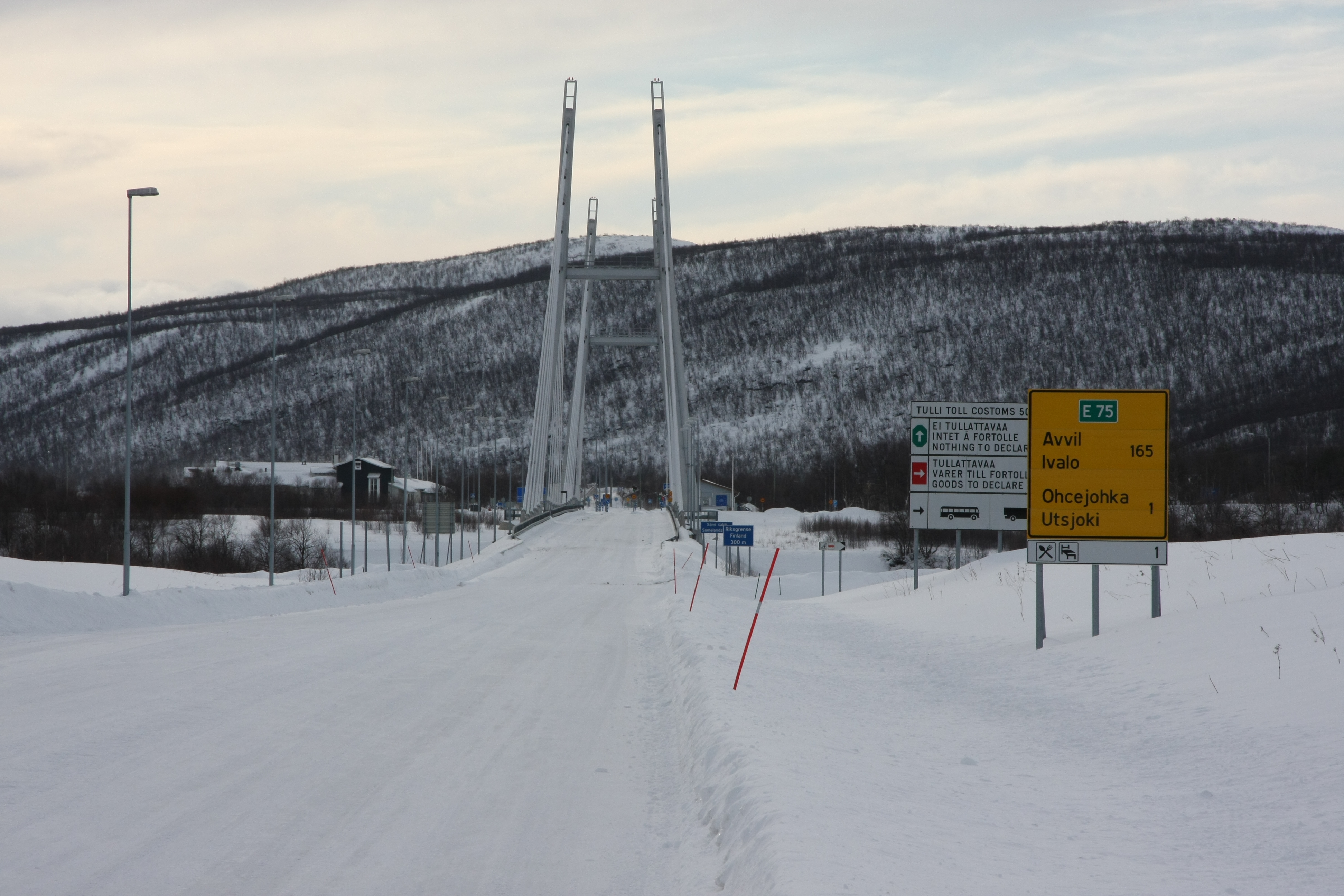
Samelandsbrua

## Fischarten
Atlantischer Lachs (Salmo salar)
Die Tana ist gemessen an den Fangmengen für Lachs in seinen Spitzenjahren der größte Lachsfluss in Norwegen. Fangzahlen wurden bereits vor 1880 registriert, aber erst ab 1972 hat man die Fangzahlen für das gesamte Einzugsgebiet der Tana systematisch registriert.
Drastisch fallende Fangzahlen führten dazu, dass seit 2021 ein Fangverbot für Lachs in der Tana eingeführt wurde. Trotz des Fangverbotes haben sich die Lachsbestände bisher noch nicht erholt und 2024 wurde die niedrigste Anzahl zum Laichen in den Fluss zurückkehrender Lachse erfasst. Auf Empfehlungen sowohl finnischer als auch norwegischer Behörden bleibt deswegen das Fangverbot für Lachse in der Tana auch 2025 bestehen.
Buckellachs (Oncorhynchus gorbuscha)
Ursprünglich stammt der Buckellachs (Pink Salmon) aus einem weiten Gebiet im nördlichen Pazifik, wurde jedoch 1956 von Russland in das Weiße Meer eingeführt. Von dort breitete er sich in die Barentssee, entlang der norwegischen Küste und in norwegische Flusssysteme aus. In Norwegen wurde der Buckellachs erstmals 1960 nachgewiesen. Russland setzte die Aussetzung von Buckellachsbrut in Flüsse im Nordwesten Russlands bis 1999 fort.
Die Invasion des Buckellachses in den Tana-Fluss ist seit 1974 gut dokumentiert. Es gab große Unterschiede in der Häufigkeit des Buckellachses von Jahr zu Jahr, aber im Allgemeinen war der Buckellachs in ungeraden Jahren häufiger. Während es Jahre gab, in denen kaum Buckellachs gefangen wurde (1981, 1982 und 1984), waren die Fänge in anderen Jahren extrem hoch (1977 = 2,4 t; 2017 = 2,8 t). Im Durchschnitt wurden jährlich 293 kg Buckellachs im Tana-Fluss gefangen.
Es gibt keine gute Erklärung für den plötzlichen Anstieg der Buckellachse im Jahr 2017, und die Zahlen stiegen in den folgenden ungeraden Jahren weiter an. Während die geschätzte Zahl der Buckellachse im Jahr 2021 bei 50.000 lag, ist die geschätzte Anzahl für 2023 auf 170.000 angestiegen.
Verwesende Kadaver von Buckellachsen im Fluss könnten die Nährstoffgehalte im Flusssystem erhöhen, was auf den ersten Blick positiv erscheinen mag, da seit dem Zusammenbruch der Bestände des Atlantischen Lachses im Tana-Fluss ein Nährstoffmangel herrscht. Andererseits kann der Verwesungsprozess der toten Kadaver zu lokalen Sauerstoffmangel führen, was wiederum zu einer geringeren Überlebensrate der im Substrat inkubierten Fischeier führen könnte.
Weitere Fischarten
| Deutsch                   | Norwegisch            | Samisch        | Latein                 |
| Atlantischer Lachs        | Laks                  | Luossa         | Salmo salar            |
| Meerforelle               | Ørret/sjøørret        | Dápmot/guvžá   | Salmo trutta           |
| Saibling                  | Røye/sjørøye          | Rávdu/salas    | Salvelinus alpinus     |
| Äsche                     | Harr                  | Saovvil        | Thymallus thymallus    |
| Maräne                    | Sik                   | Čuovža         | Coregonus lavaretus    |
| Hecht                     | Gjedde                | Hávga          | Esox lucius            |
| Barsch                    | Abbor                 | Vuskkot        | Perca fluviatilis      |
| Quappe                    | Lake                  | Njáhká         | Lota lota              |
| Elritze                   | Ørekyte               | Geađgenoarsa   | Phoxinus phoxinus      |
| Groppe                    | Hvitfinnet steinulke* | Áhkábiddu      | Cottus gobio           |
| Dreistachliger Stichling  | Trepigget stingsild   | Ruovdegulmmet  | Gasterosteus aculeatus |
| Neunstachlicher Stichling | Nipigget stingsild    | Ruovdeguorpmat | Pungitusa pungitus     |
| Aal                       | Ål                    | Ággaras        | Anguilla anguilla      |
| Buckellachs               | Pukkellaks*           | Ruoššaluossa   | Oncorhyncus gorbuscha  |
| Flunder                   | Skrubbe               | Guorpmat       | Platichtys flesus      |
| Meerneunauge              | Havniøye              |                | Petromyzon marinus     |